# Crassula planifolia
Crassula planifolia (лат.) — вид суккулентных растений рода Толстянка (Crassula) семейства Толстянковые (Crassulaceae), естественно произрастающий на территории Капской провинции Южно-Африканской Республики.

## Название
Родовое латинское название Crassula происходит от латинского слова crassus, — «толстый», в основном из-за присутствия у растений этого рода сочных листьев.
Видовой латинский эпитет planifolia (planifolius) происходит от лат. planus — «ровный, плоский» и лат. -folius — «листный».

## Ботаническое описание
Многолетние растения с прямостоячими и полегающими ветвями длиной до 30 см, с небольшим количеством карнозных ветвей. Они имеют отслаивающуюся кору на старых стеблях и старые опадающие листья. Листья от эллиптических до ланцетных, длиной 2 - 3,5 (-4) см и шириной 4 - 10 мм, обычно резко острые, сплюснутые в дорзивентральном направлении, с обеих сторон слегка выпуклые, голые и темно-зеленые.
Соцветие представлено тирсом с округлой верхушкой, часто неравномерно разветвленным, с многочисленными цветками. Цветонос имеет длину 3 — 6 см, обычно с одной парой прицветников без цветков. Чашелистики треугольные, 0,5 (-1) мм длиной, тупо острые, несколько ребристые, мясистые, голые и зеленые. Венчик трубчатый, сросшийся у основания примерно на 0,2 мм, от белого до кремового цвета, лепестки продолговатые, 1–1,5 мм длиной, округлые, с дорсальным гребнем, со слегка загнутыми кверху вершинами. Тычинки с коричневыми пыльниками.
Время цветения: июль – август.

## Распространение и экология
Этот вид встречается лишь в нескольких населенных пунктах Транскея между Умтатой и Кентани (Kentani). Он произрастает на мелководной почве на скальных обнажениях или вблизи них.
Хотя этот вид явно очень похож на Crassula tetragona, его можно легко отличить по плоским листьям и позднему времени цветения.

## Таксономия
Crassula planifolia Schönland, первое упоминание в Rec. Albany Mus. 2: 142 (1907).

### Синонимы
Гомотипные (основанные на одном и том же номенклатурном типе):
- Creusa planifolia (Schönland) P.V.Heath